# Bölkow Phoebus
Dimensions
Le Phoebus de Bölkow est un planeur de compétition en matériau composite résine/fibre de verre conçu et produit en Allemagne de l'Ouest dans les années 1960. De nombreux exemplaires ont été construits et ont obtenu des succès lors de concours nationaux. Beaucoup volent encore.

## Conception et développement
Le Phoebus est conçu au moment où les fabricants de planeurs abandonnent la construction "bois et toile" pour les structures composites. Bölkow GmbH a été parmi les pionniers de cette technique avec le planeur Phönix T de la fin des années 1950, qui utilise une construction en sandwich balsa/fibre de verre. Le Phoebus est construit de la même manière.
C'est un planeur de compétition à aile haute. Le premier, le Phoebus A, est conçu selon les règles de la classe Standard  avec une envergure de 15 m. Ses ailes ont un allongement de 17,1. Les aérofreins sont montés à 70 % de la corde. La dérive et la gouverne de direction ont des contours droits et sont légèrement effilés. La gouverne de profondeur placée en T possède un allongement élevé. Le fuselage est monocoque avec le poste de pilotage en avant des ailes fermé par une verrière d'une seule pièce. Le Phoebus A se pose sur une roue fixe et un sabot de queue. Les versions postérieures auront une roue principale rétractable. Le Phoebus C est équipé d'un parachute de freinage.

## Historique opérationnel
Le prototype du Phoebus s'est classé 3e de la classe Standard au championnat national allemand de vol à voile de 1964 et 8e du Championnat du monde de vol à voile au Royaume-Uni l'année suivante. Des planeurs de série ont fini 1er et 3e en 1966 aux championnats internationaux Sud-Africain.
De nombreux Phoebus restent enregistrés, en particulier en Allemagne et aux États-Unis. En 2019, il reste un Phoebus B, onze Phoebus C et deux Phoebus CWB inscrits sur le registre de l'aviation civile française.

## Variantes
Phoebus A
1964 15 m d'envergure, train fixe, classe standard. Abandonné après le changement des règles FAI en 1970.
Phoebus B
1967 15 m d'envergure, train rentrant. En 1970 les règles de la FAI ont changé autorisant les trains rentrants en classe standard.
Phoebus C
1967 17 m d'envergure, train rentrant, parachute de freinage. Classe libre.
Phoebus CWB
Vraisemblablement un Phoebus C muni de cuves à lest remplies en eau dont l'usage est d'ailleurs interdit par une consigne de navigabilité